# Dãy núi Stołowe

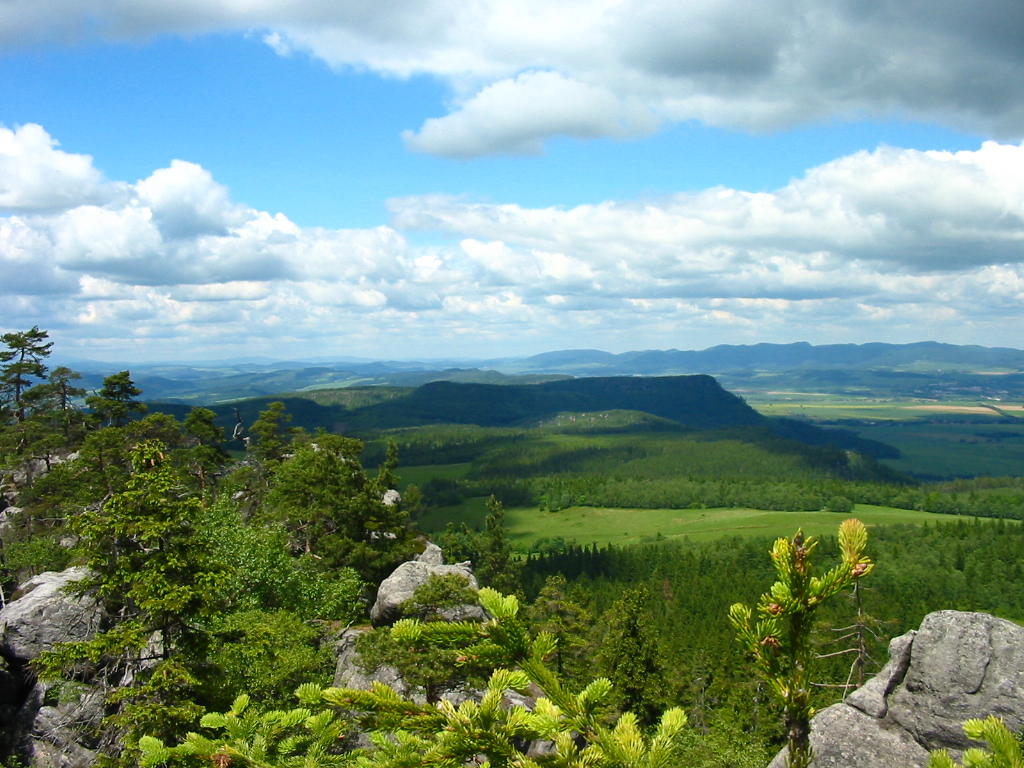
Nhìn từ Szczeliniec Wielki

Dãy núi Stołowe (tiếng Ba Lan: [stɔˈwɔvɛ]); còn được gọi là dãy núi Table (tiếng Ba Lan: Góry Stołowe, tiếng Séc: Stolové hory, tiếng Đức: Heuscheuergebirge) là một dãy núi dài 42 kilômét (26 mi) ở Ba Lan và Cộng hòa Séc, một phần của Sudetes. Phần Ba Lan của phạm vi được bảo vệ là Công viên quốc gia Dãy núi Stołowe. Đỉnh cao nhất của nó là Szczeliniec Wielki tại 919 m (3.015 ft) trên mực nước biển 
Dãy núi này được hình thành từ sa thạch và, là khu vực duy nhất ở Ba Lan, có một cấu trúc mạ với các gờ núi tuyệt đối. Trong số các điểm thu hút khách du lịch có hai khối núi: Szczeliniec Wielki trên đó là mê cung và Skalniak trên đó là mê cung Błędne Skały (Errant Rocks). Có một số thành tạo đá đáng chú ý, trong đó có Kwoka ("Hen"), Wielbłąd ("Lạc đà"), Małpa ("Khỉ"), Głowa Konia ("Đầu ngựa"), Fotel Pradziada ("Ghế bành của ông cố").

## Địa điểm quay phim
Đá Errant (tiếng Ba Lan: Błędne Skały)
- Biên niên sử Narnia: Hoàng tử Caspian [7]
- Spellbinder

## Hình ảnh

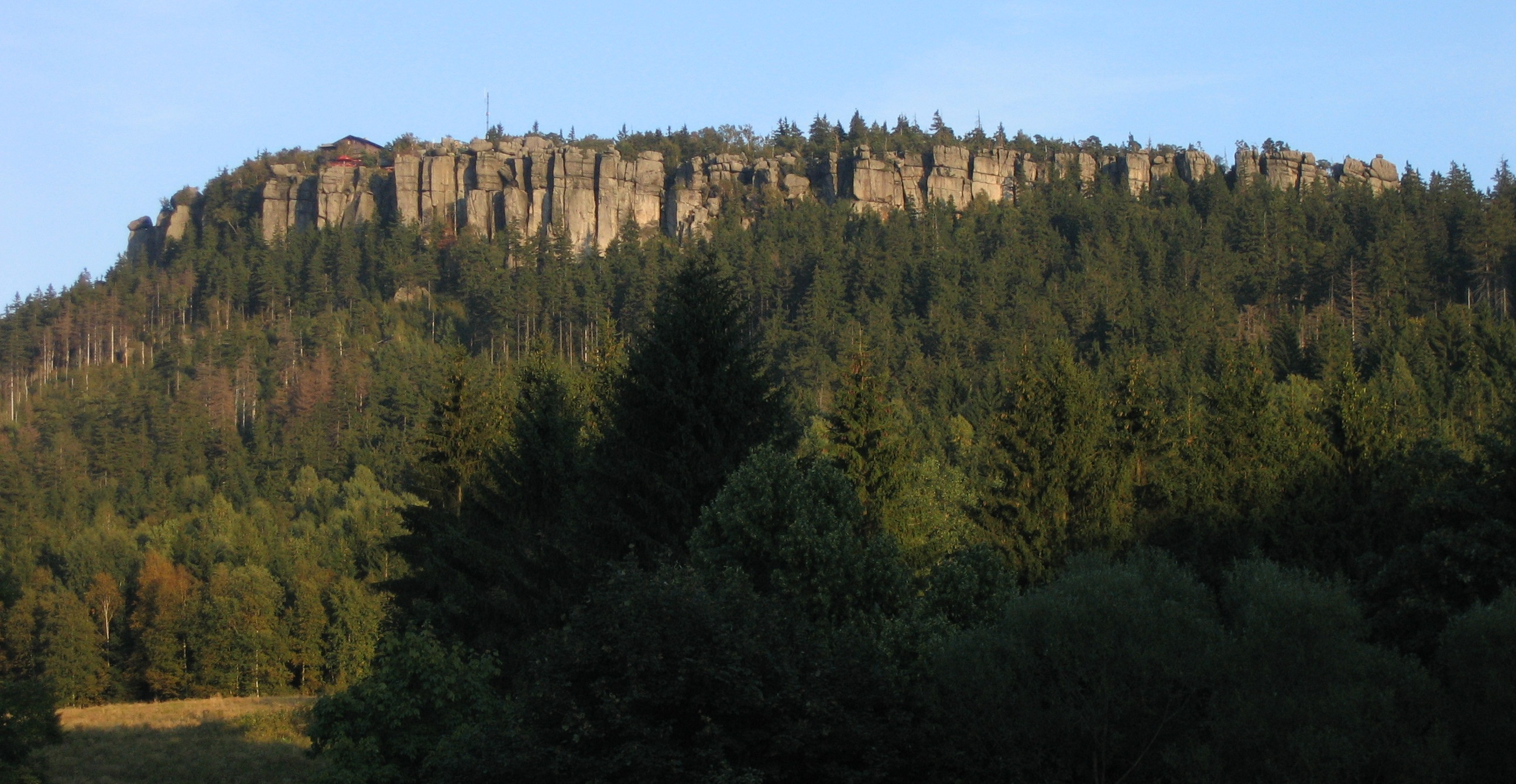
Szczeliniec Wielki nhìn từ Cộng hòa Czech
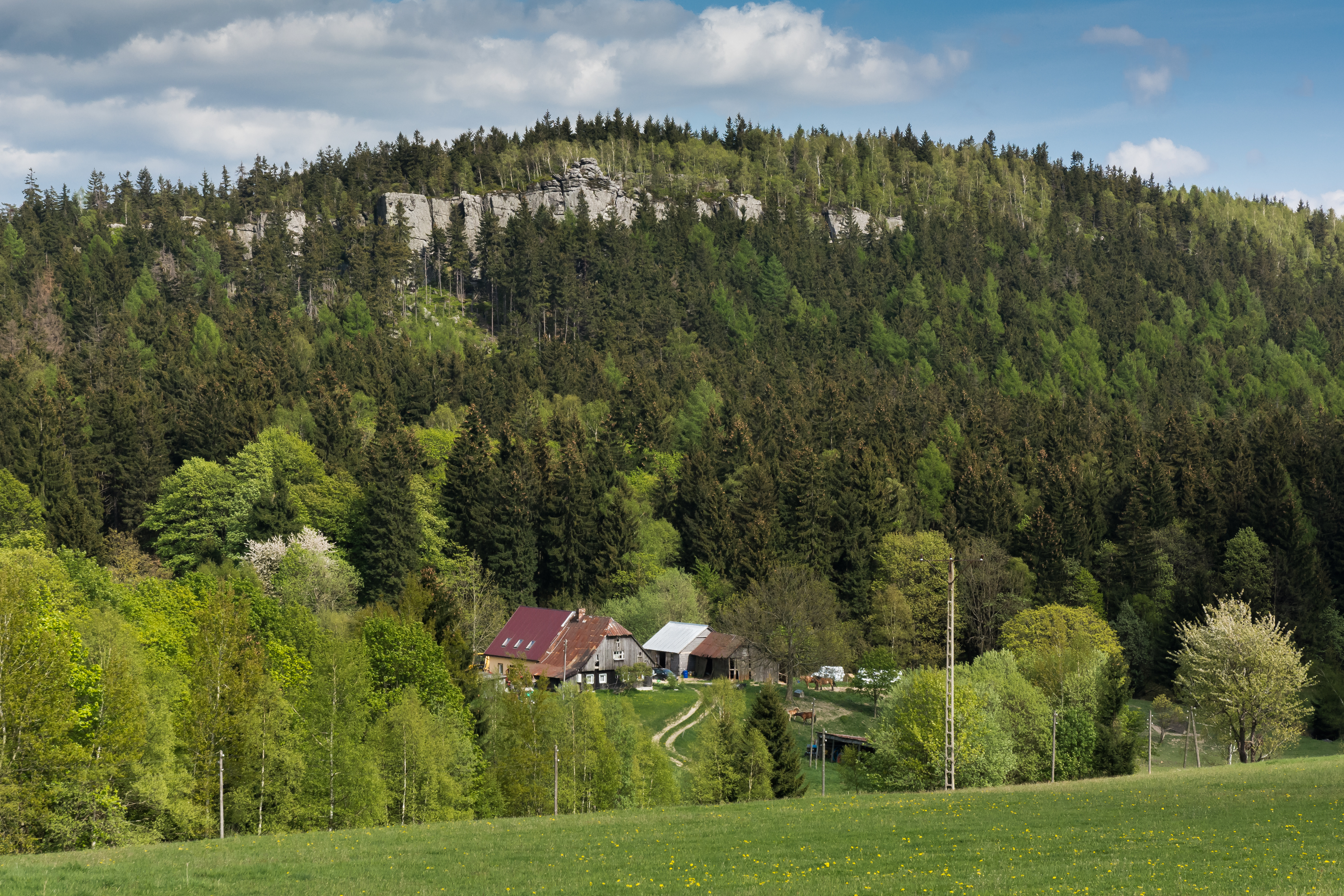
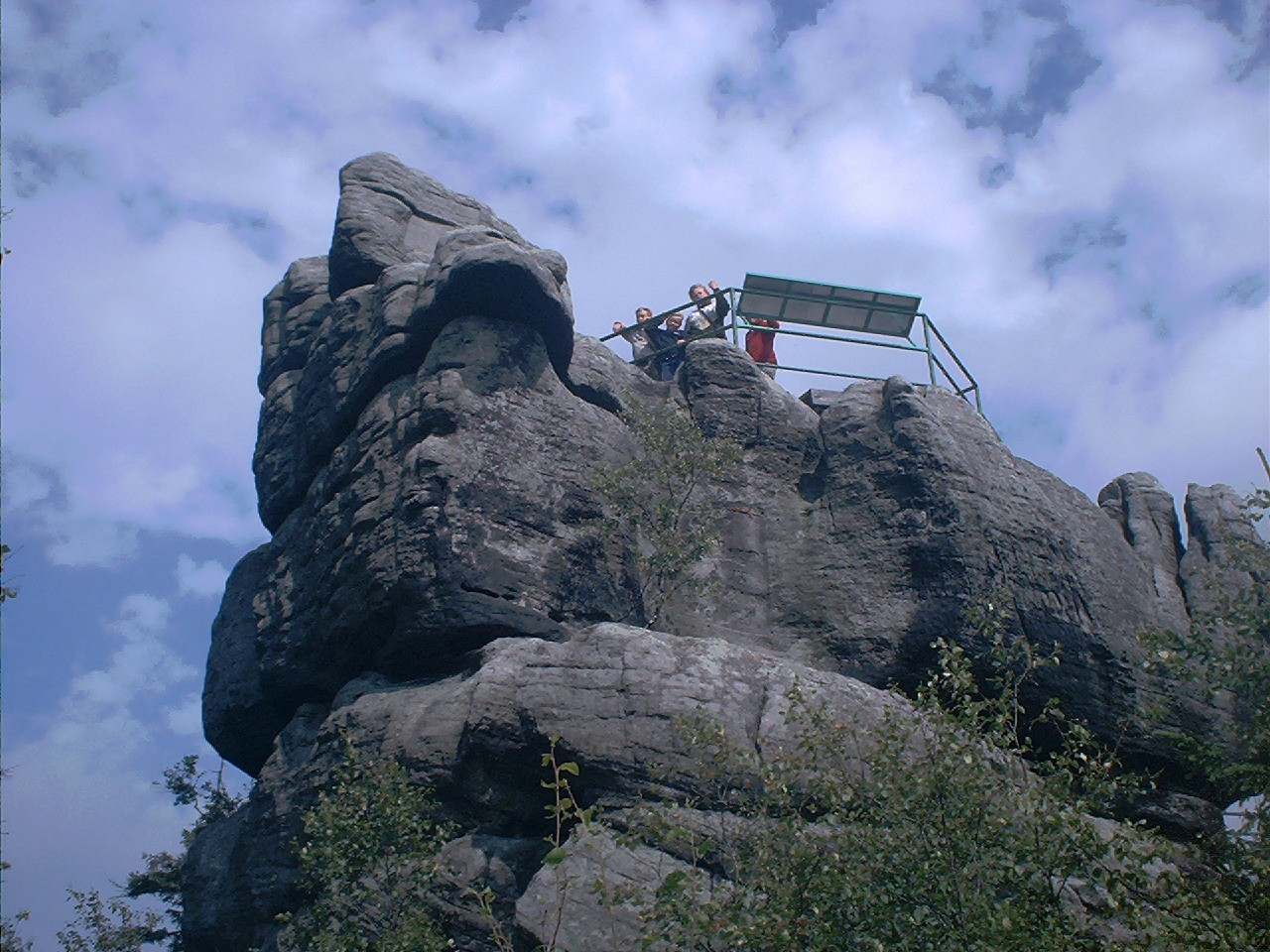
"Fotel Pradziada" nằm trên Szczeliniec Wielki
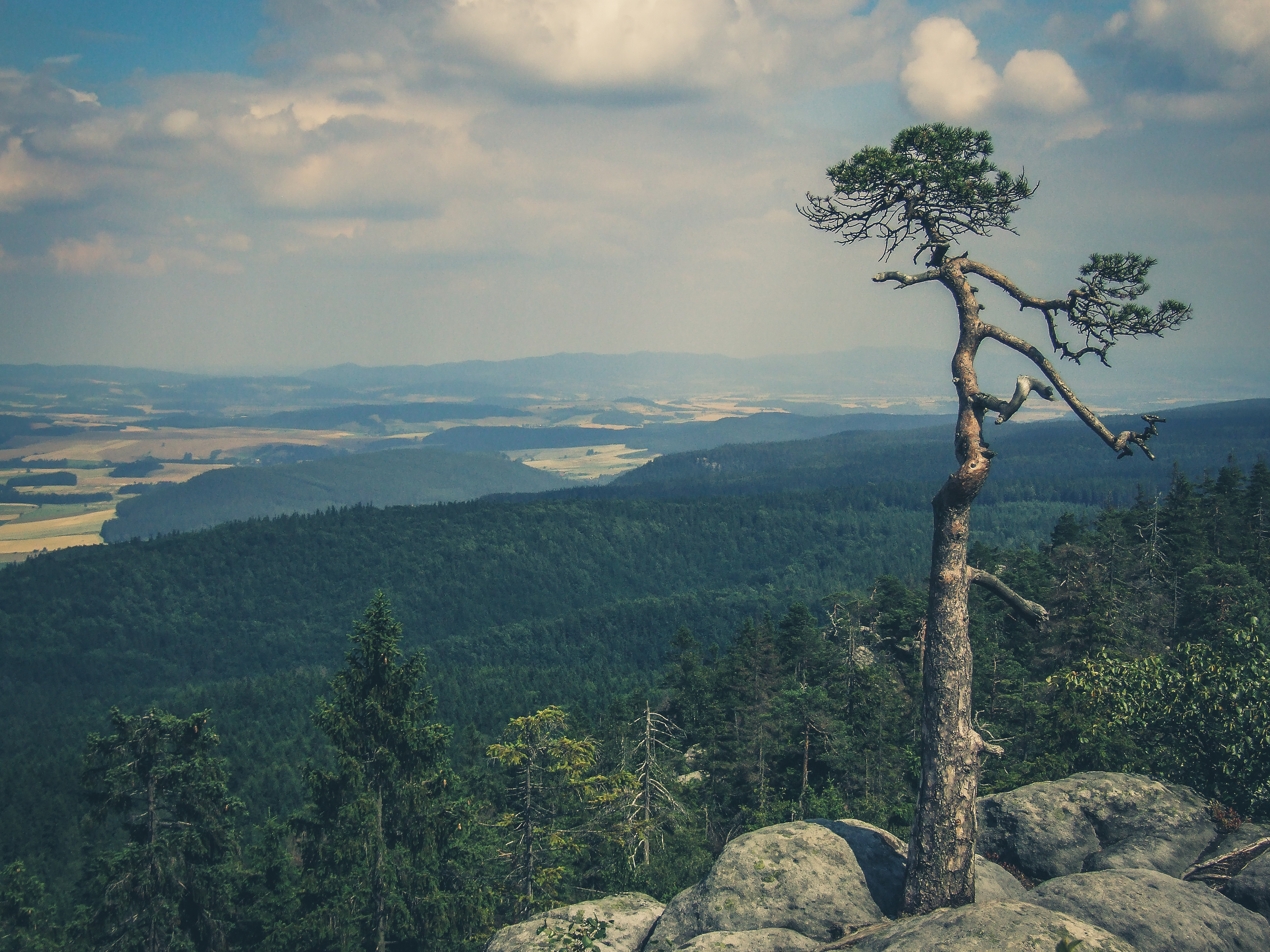
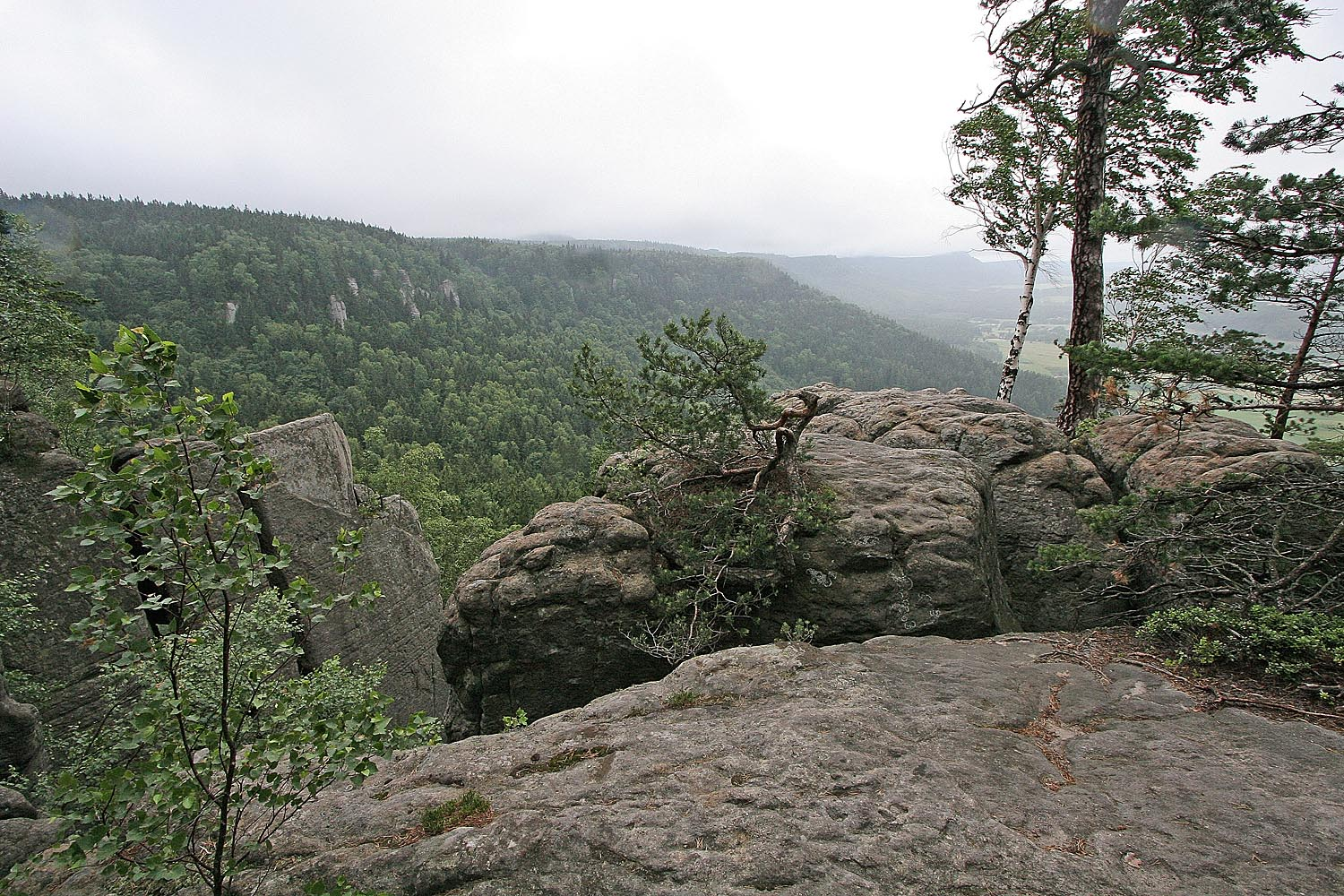
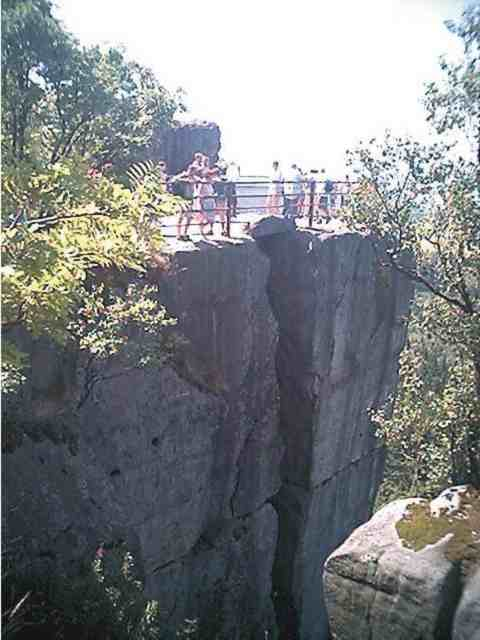
Hình ảnh nhìn từ phía tây của Szczeliniec Wielki
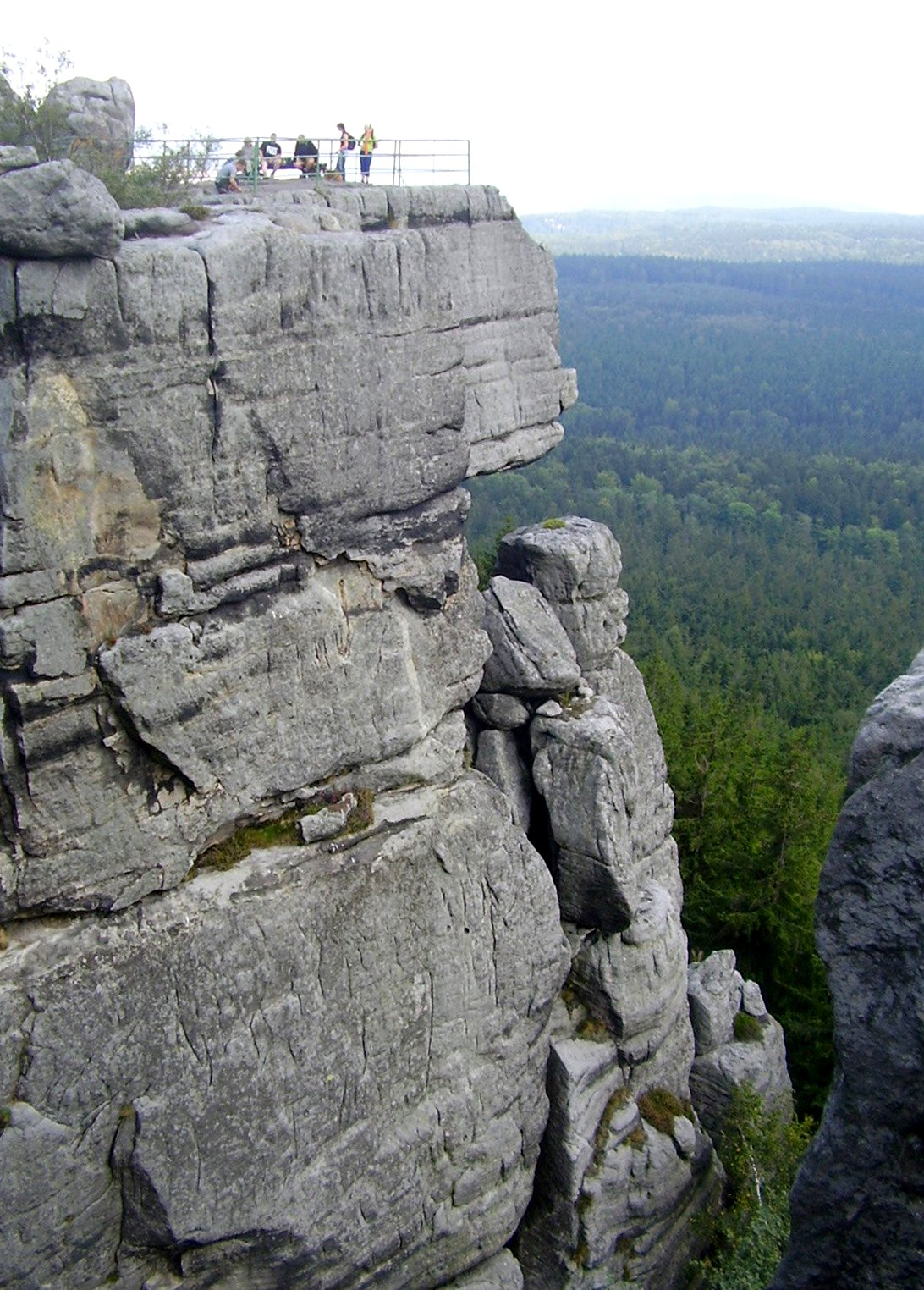
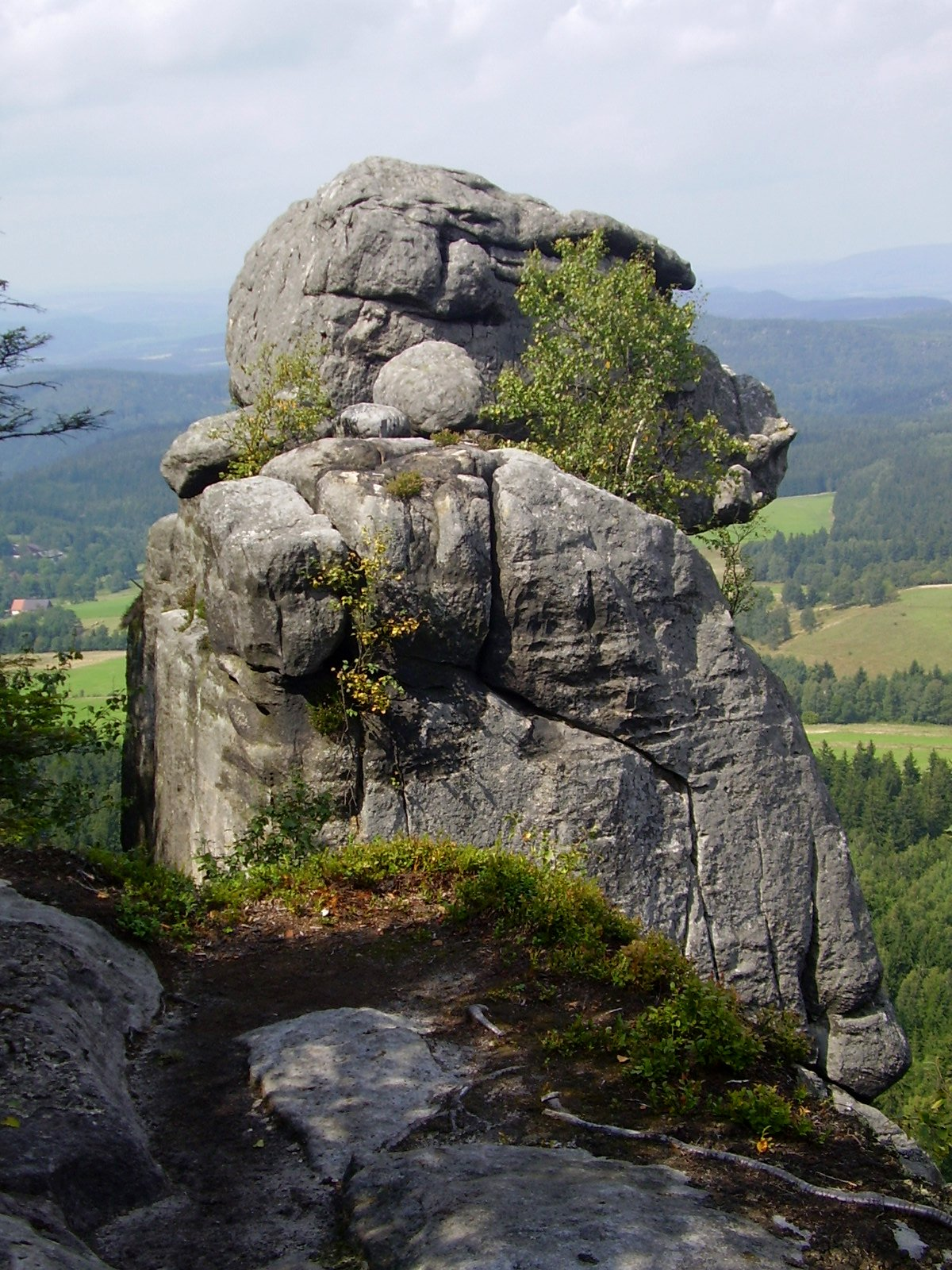
"Khỉ" trên Szczeliniec Wielki
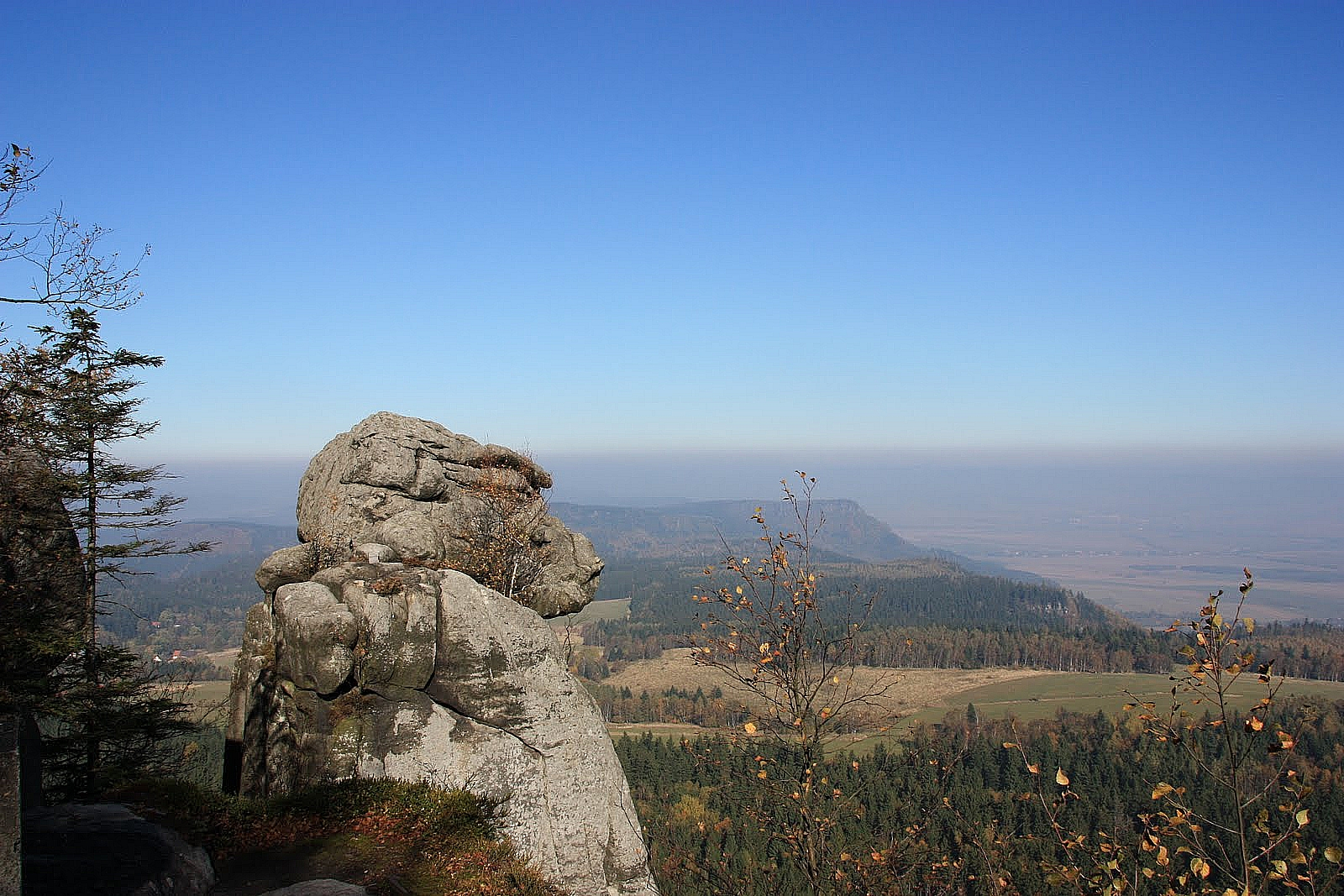
"Khỉ"
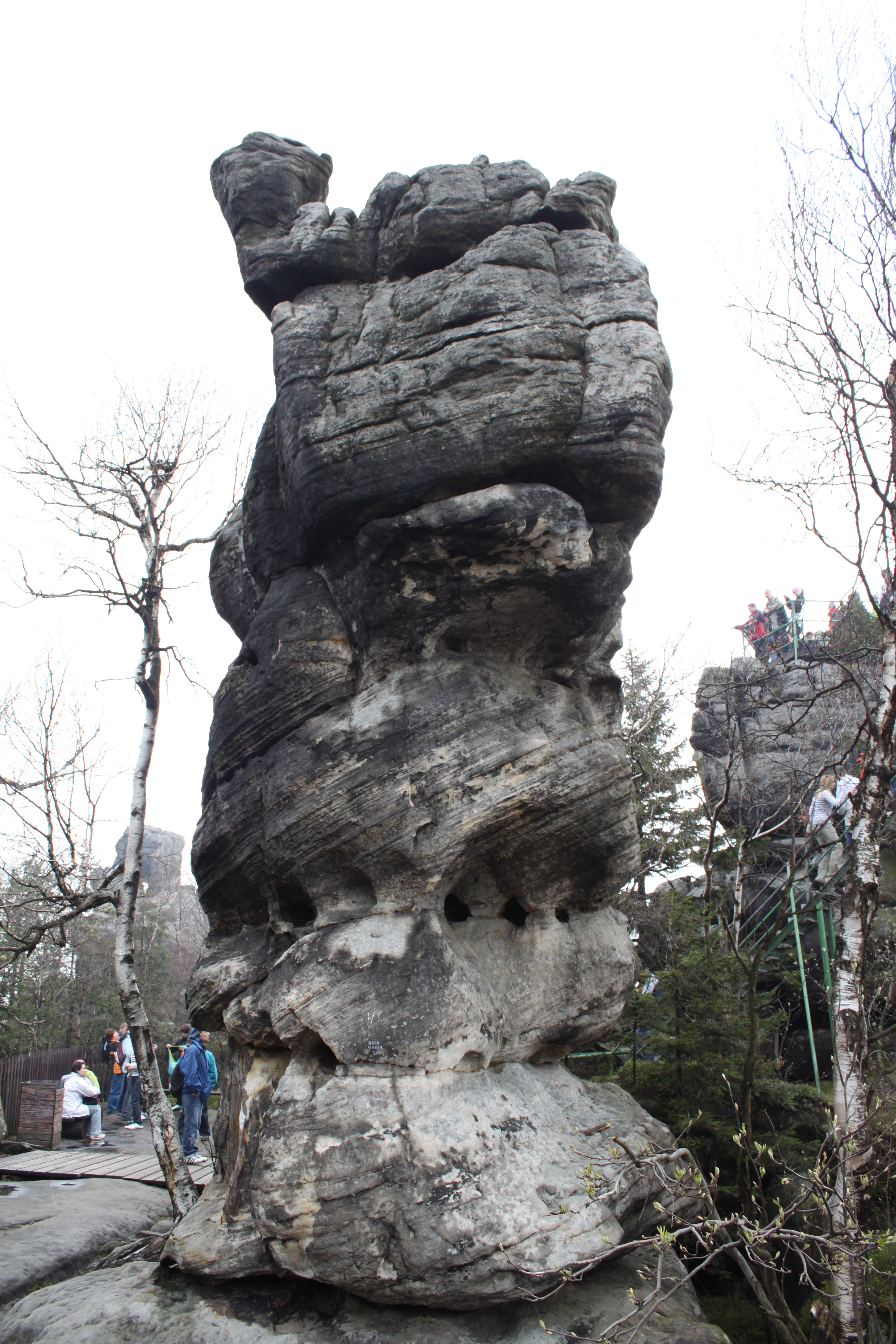
"Đá lạc đà" trên Szczeliniec Wielki
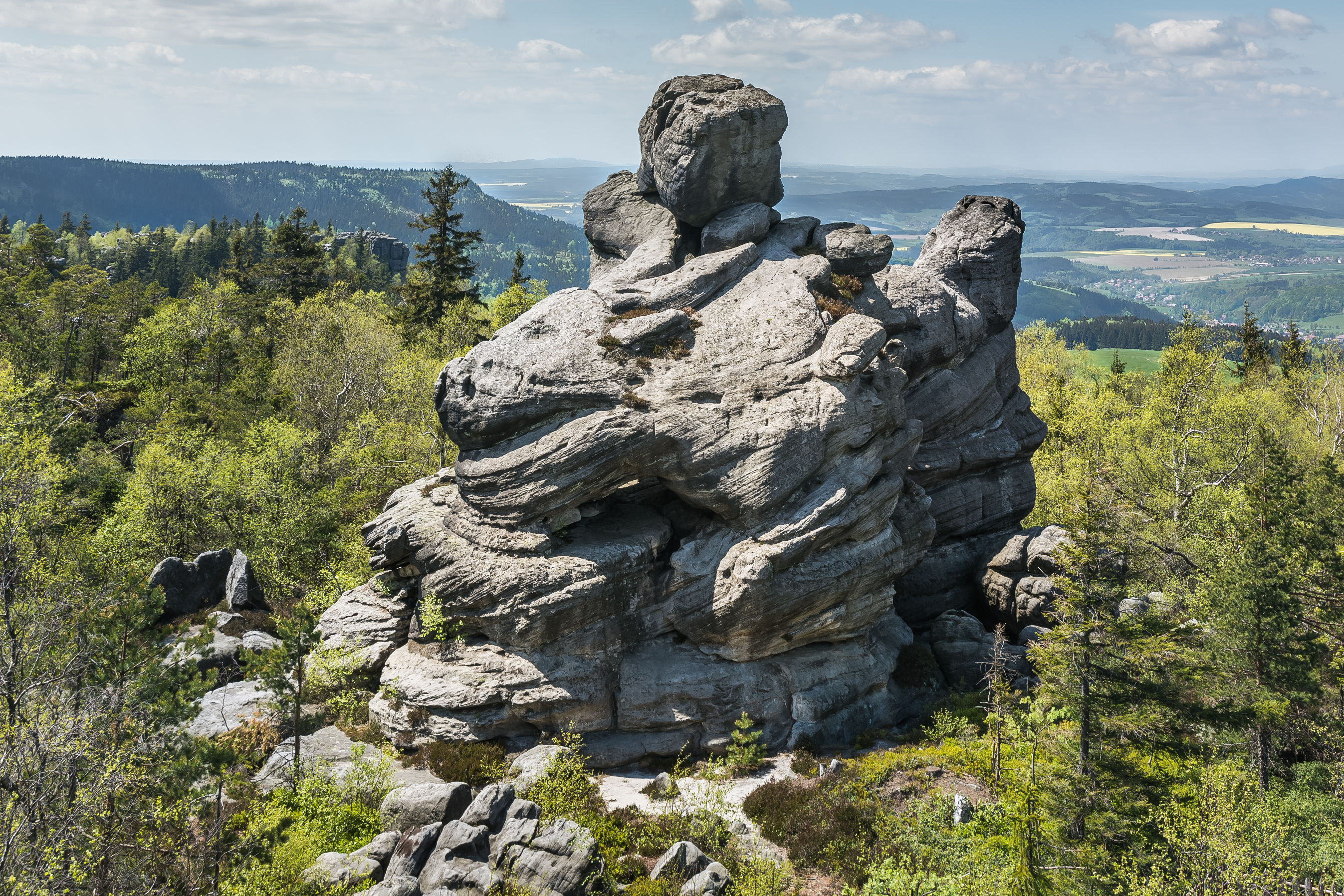
"Đầu ngựa"
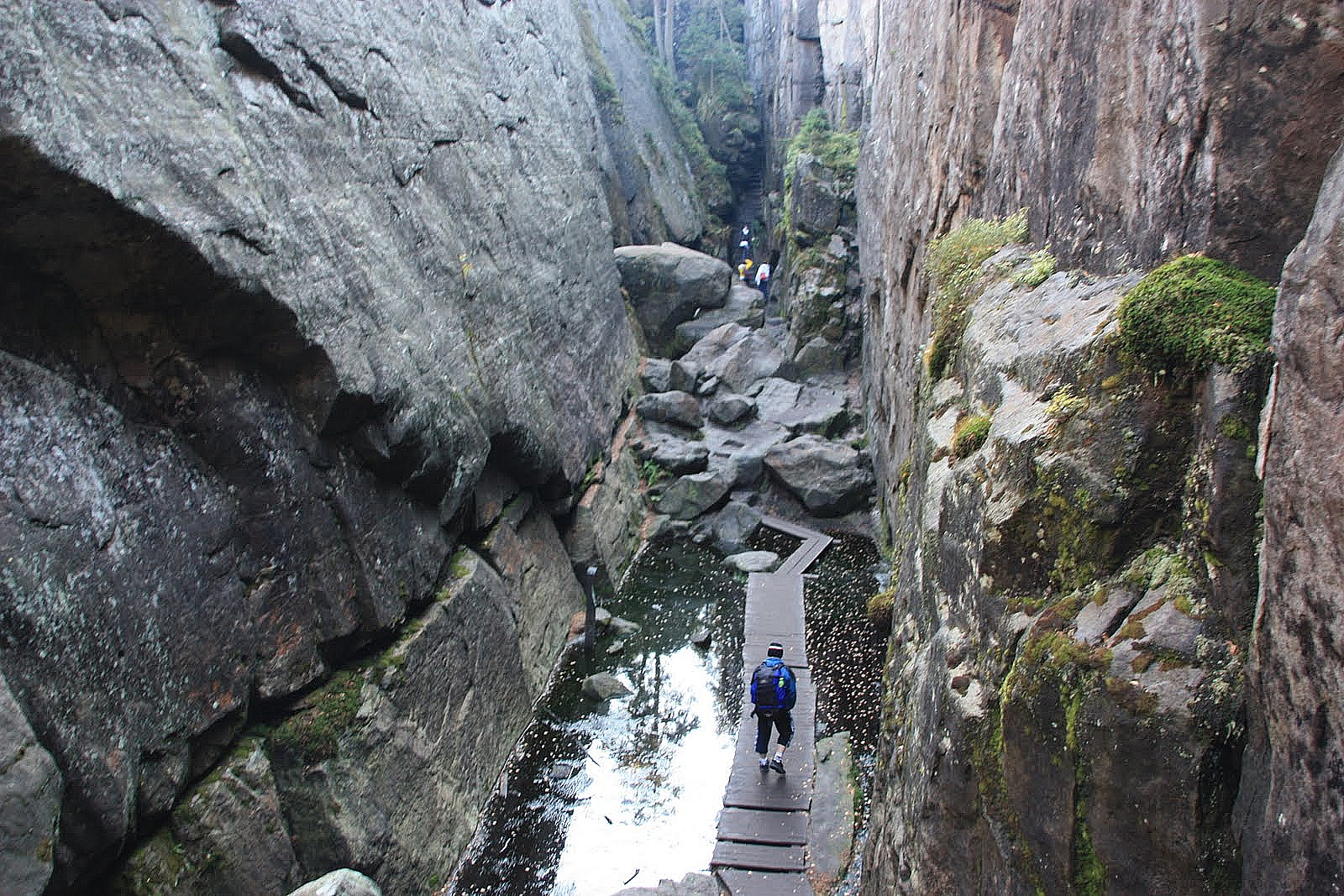
"Địa ngục"
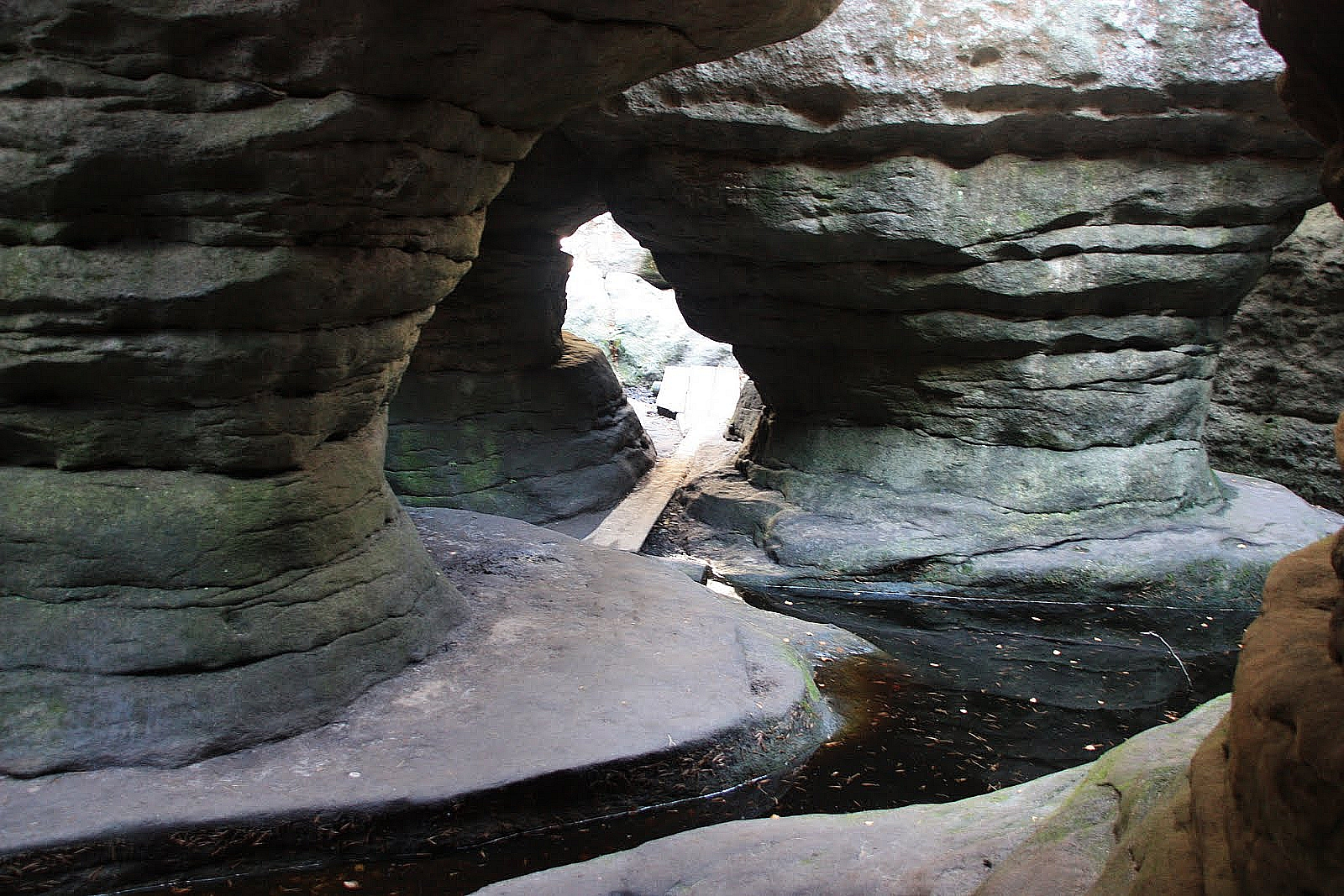
Đá Errant (tiếng Ba Lan: Błędne Skały)
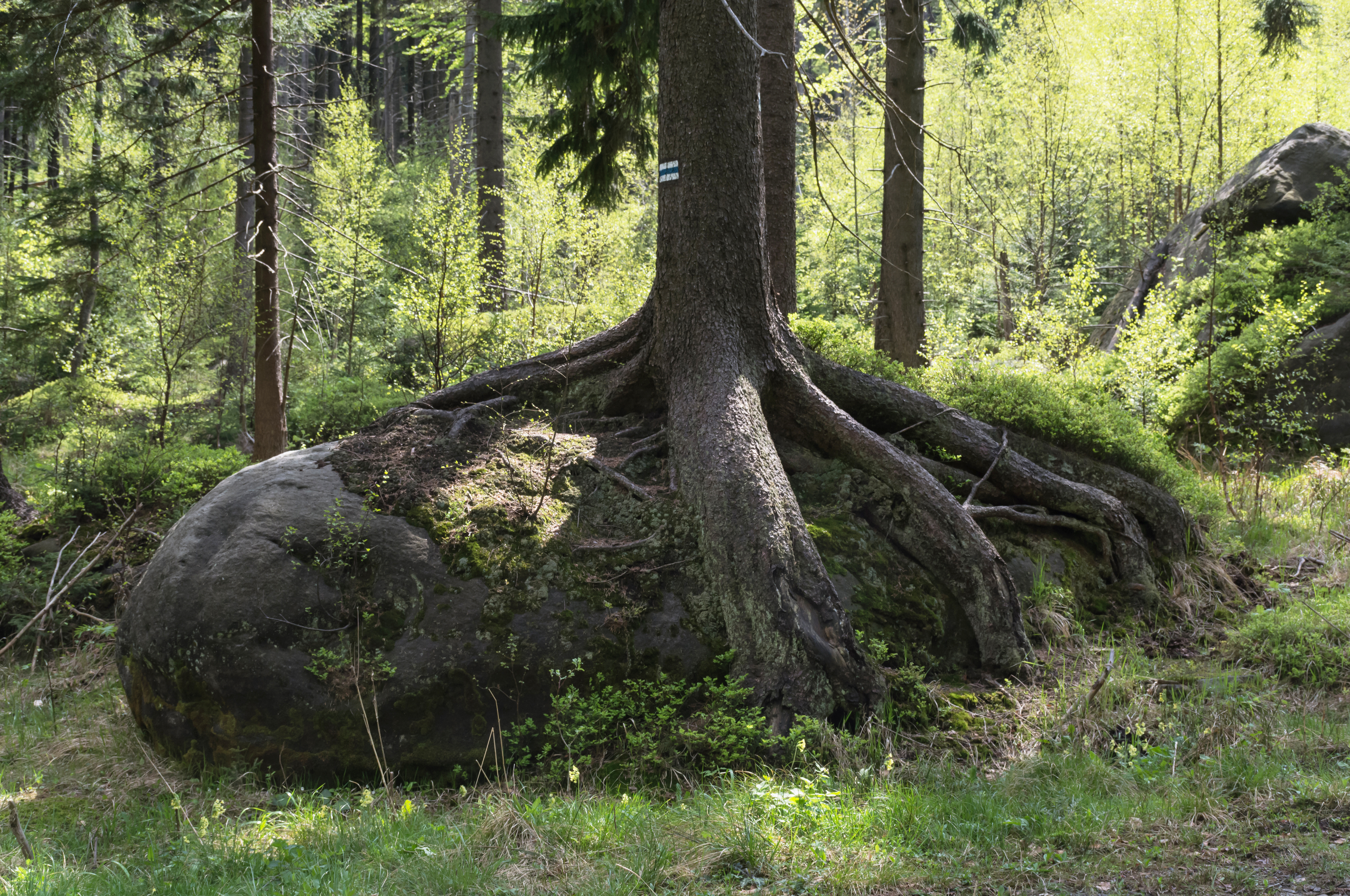